# Paper Mario
Paper Mario, в Японії відома як Mario Story (яп. マリオ ストーリー, Mario Sutōrī) — відеогра випущена Nintendo у 2000 році для приставки Nintendo 64. Гра є першою в своїй серії (Paper Mario). У 2004 був випущений сіквел до цієї гри Paper Mario: The Thousand-Year Door. У 2007 році вийшла ще одна гра в серії Paper Mario — Super Paper Mario для Nintendo Wii.

## Сюжет
Bowser знову взявся за старе. Цього разу він викрав у зірки-Хейвен зірки Род. Він планує використовувати їх для досягнення своїх цілей, а після їхнього використання, знищити Маріо. Незабаром він знову викрадає принцесу Піч. Цього разу Маріо має врятувати принцесу, відібрати зірки Род і завдати чергової поразки Боузеру.